# Marta Domachowská
Marta Domachowská (* 16. leden 1986 ve Varšavě, Polsko) je současná polská profesionální tenistka.
Ve své dosavadní kariéře vyhrála 1 turnaj WTA ve čtyřhře.

## Finálové účasti na turnajích WTA (8)

### Dvouhra - prohry (3)
| Legenda                     |
| Kategorie Tier III (2)      |
| Kategorie Tier IV (1)       |
| Kategorie Premier (0)       |
| Kategorie International (0) |

| Č. | Datum           | Turnaj                   | Povrch  | Vítězka                      | Výsledek      |
| 1. | 3. říjen 2004   | Soul, Korejská republika | tvrdý   | Maria Šarapovová             | 6-1, 6-1      |
| 2. | 21. květen 2005 | Štrasburg, Francie       | antuka  | Anabel Medinová Garriguesová | 6-4, 6-3      |
| 3. | 25. únor 2006   | Memphis, USA             | koberec | Sofia Arvidssonová           | 6-2, 2-6, 6-3 |

### Čtyřhra - výhry (1)
| Legenda               |
| Kategorie Tier IV (1) |

| Č. | Datum          | Turnaj              | Povrch | Partner          | Soupeřky ve finále                  | Výsledek  |
| 1. | 13. leden 2006 | Canberra, Austrálie | tvrdý  | Roberta Vinciová | Līga Dekmeijereová Claire Curranová | 7-65, 6-3 |

### Čtyřhra - prohry (4)
| Legenda                |
| Kategorie Tier III (3) |
| Kategorie Tier IV (1)  |

| Č. | Datum             | Turnaj                | Povrch | Partner                | Vítězky                                     | Výsledek         |
| 1. | 6. únor 2005      | Pattaya City, Thajsko | tvrdý  | Silvija Talajová       | Anna-Lena Grönefeldová Marion Bartoliová    | 6-3, 6-2         |
| 2. | 21. květen 2005   | Štrasburg, Francie    | antuka | Marlene Weingartnerová | Andreea Ehrittová-Vancová Rosa Rodriguezová | 6-3, 6-1         |
| 3. | 23. červenec 2006 | Cincinnati, USA       | tvrdý  | Sania Mirzaová         | Gisela Dulková Maria Elena Camerinová       | 6-4, 3-6, 6-2    |
| 4. | 14. září 2008     | Bali, Indonésie       | tvrdý  | Naďa Petrovová         | Sie Šu-wej Pcheng Šuaj                      | 6-74, 7-63, 10-7 |

## Fed Cup
Marta Domachowská se zúčastnila 8 zápasů týmového Fed Cupu za tým Polska s bilancí 5-2 ve dvouhře a 3-4 ve čtyřhře.

## Postavení na žebříčku WTA na konci sezóny

### Dvouhra
| Rok    | 2002 | 2003   | 2004  | 2005  | 2006  | 2007   | 2008  | 2009   |
| Pořadí | 356. | ▲ 244. | ▲ 74. | ▲ 60. | ▼ 90. | ▼ 180. | ▲ 56. | ▼ 140. |

### Čtyřhra
| Rok    | 2002 | 2003   | 2004   | 2005  | 2006  | 2007   | 2008   | 2009   |
| Pořadí | 243. | ▼ 352. | ▲ 204. | ▲ 81. | ▼ 82. | ▼ 243. | ▲ 100. | ▼ 155. |